# Sonata para piano n.º 16 (Mozart)

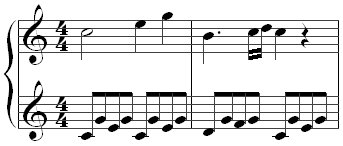
Comienzo del primer movimiento.

La Sonata para piano n.º 16 en do mayor, K. 545, de Wolfgang Amadeus Mozart, es una de sus sonatas más conocidas. Es conocida ocasionalmente como la Sonata Facile o Sonata Semplice.
Mozart la agregó en su catálogo el 26 de junio de 1788, la misma fecha que su Sinfonía n.º 39.
Es uno de los casos más conocidos del Bajo de Alberti, que aparece en algunos fragmentos del Allegro y constituye la mayoría del acompañamiento en el Andante.

## La forma sonata
La forma sonata del clásico-romántico, es una estructura formada generalmente por tres partes principales (A B A'): Exposición (A) – Desarrollo (B) – Re exposición (A’) al principio muchas piezas llevan una introducción (I) y casi siempre termina con una coda (C).
La sonata consta generalmente de tres movimientos, donde el primer movimiento es el más característico y representativo de toda la obra, en la mayor parte de los casos, este tiene un carácter rápido, y se utiliza la indicación metronómica allegro, la coda se mantiene en el tiempo, mientras que la introducción es más lenta que el resto. El primer movimiento es el más característico y representativo de toda la obra. Por otro lado, el segundo movimiento suele ser más lento para que dé un gran contraste con el primer movimiento y tiene forma de lied. Y en muchas ocasiones, el tercer movimiento suele ser un rondó tiempo rápido, para contrastar con el segundo movimiento.

### Historia
Anteriormente, en el barroco, la sonata era utilizada para nombrar a todo aquello que sonaba, así como lo dice su palabra escrita en italiano "sonata" que proviene del latín "sonare" que significa: sonar. Todo aquello en el barroco que se sonaba, se le nombraba sonata, así como la toccata era para ser tocada (principalmente en los teclados), y cantata era para ser cantada. La sonata también solía hacer referencia a las danzas y estas eran formas binarias.
No había una forma sonata como tal en el barroco, ya que la forma que conocemos se estableció en el clasicismo.
En el barroco era una forma mono-temática, donde un solo tema era expuesto, desarrollado y re expuesto, pero después se le agregó otro tema, pero este no dejaba de ser en función al primer tema. Tiempo después, los autores comenzaron a enriquecer el desarrollo y después plantearon una forma sonata bitemática, en la cual, los dos temas eran distintos y ya no dependían del tema anterior.
La forma sonata siguió evolucionando durante el romanticismo y fue una base para los antiguos compositores a la hora de estructurar sus obras de una forma organizada.

## Estructura
La obra tiene tres movimientos:
1. Allegro (en Do mayor)
2. Andante (en Sol mayor)
3. Rondó (en Do mayor)

### Primer movimiento
Este primer movimiento está escrito en forma sonata (Exposición-Desarrollo-Reexposición), en la tonalidad de Do mayor, con la particularidad de que en la reexposición vuelve al tema A en Fa mayor en lugar de Do mayor como es habitual, algo que más tarde también haría Schubert. Sobre este movimiento, Leonard Bernstein señala:

Por supuesto que Mozart, como todos los genios está lleno de sorpresas. Él no siempre juega el juego de acuerdo con las reglas. De hecho, a menudo nos da más placer musical al romper las reglas que obedecerlas. En esta Sonata suya en Do mayor, donde la recapitulación debería estar en la tónica en la nota Do, Mozart se nos resiste; todavía está resistiendo ese imán de la tónica; y así nos da la recapitulación en la tonalidad inesperada de Fa.
Of course Mozart, like all geniuses is full of surprises. He doesn't always play the game according to the rules. In fact he often gives us more musical pleasure by breaking rules than by obeying them. In this C-major Sonata of his, where the recapitulation should be in the tonic in the key of C, Mozart holds out on us; he is still resisting that magnet of the tonic; and so he gives us the recapitulation in the unexpected key of F.
Leonard Bernstein

#### Análisis
Este movimiento tiene la estructura de forma sonata y está formado por las tres partes: exposición, desarrollo y reexposición.
La "exposición" tiene dos temas muy peculiares, el primero está hecho sobre la tonalidad principal (do mayor) y su duración es desde el compás 1 al 4. El segundo tema está escrito en la dominante (sol mayor) y su duración es desde el compás 14 al 22. En medio de estos dos temas, tenemos una secuencia que servirá como puente para llevarnos del primer al segundo tema, y esto sucede desde el compás 5 al 12. Para el cierre de la exposición, tiene una conclusión, llama "coda" y consta desde el compás 23 al 28, y con eso termina la exposición.
Poco después de terminar el segundo tema comienza el desarrollo y consta desde el compás 29 hasta el 41, pasando por la dominante (Cc. 29 al 33), después por la supertónica (Cc. 33 al 36) y por último una secuencia modulante para hacer puente y llegar a la dominante (Cc 37 al 40) con esto termina el desarrollo.
En el Atlas de música, Michels señala que esta sonata es típica del clasicismo, pues en el desarrollo hay una elaboración motívica (temática). Asimismo, el compositor muestra contraste de caracteres, multiplicidad de ideas, sorpresa, expresividad y dramatismo. El desarrollo y la reexposición forman una unidad.

### Segundo movimiento

Los primeros cuatro compases del segundo movimiento

El segundo movimiento está en la tonalidad Sol mayor. El movimiento es más ligero que el primero (véase el tiempo "andante").
El sentido de Sonata fácil es en realidad incorrecto, pues Mozart se encontraba ya en su madurez total; la construcción armónica, el desarrollo y las perfectas dimensiones en todos sentidos, le dan a esta sonata una profundidad particularmente difícil de interiorizar. Sí, en efecto, la técnica muscular que se requiere para abordarla no demanda alta especialidad, mas no así la experiencia ontológica del artista.

## En la cultura popular
La sonata KV 545 es usada de forma incidental en las películas: Groundhog Day (1993), The Butler (2013).